# Della Martin Roy
Della Martin Roy (Merrill, Oregon, Estats Units, 3 de novembre de 1926 – 27 de març de 2021) va ser una pionera per a les dones en la ciència, i coneguda líder internacional en el camp de la investigació del ciment i el formigó. Va ser professora emèrita de ciència de materials i membre fundadora del Laboratori de Recerca de Materials de Penn State (MRL), ara Institut de Recerca de Materials (MRI).
Es va graduar a la Universitat d'Oregon amb una llicenciatura en química el 1947. Des d'allà, va arribar a la Universitat Penn State per començar els seus estudis de postgrau, rebent el seu màster en mineralogia el 1949 i doctorant-se el 1952. Allà va conèixer Rustum Roy, amb qui es casaria el juny de 1948.
Es va convertir en una reconeguda líder en el món del ciment i el formigó, tot i que la seva recerca va abastar molts camps: les seves patents van des de biomaterials porosos per a la reparació òssia fins a mètodes d'emmagatzematge radioactiu. Les seves altres àrees de recerca inclouen la ceràmica unida químicament, el creixement del cristall i la química del cristall i els equilibris de fase. Va establir les bases per al desenvolupament de mètodes de producció de ciments amb menors emissions de CO₂, que són fonamentals per crear una infraestructura futura amb un menor impacte climàtic.
L'any 1965 va ser aprovada per l'IMA la del·laïta. Aquesta nova espècie mineral va rebre el nom en honor seu per haver sintetitzat prèviament aquest compost.
El 1971, juntament amb Kathleen Mourant, va fundar la revista Cement and Concrete, la primera del seu camp, i en va ser editora fins al 2005. També va ser autora de més de 400 publicacions. El 1987, es va convertir en la primera dona científica de materials i la primera dona de Penn State a ser incorporada a la National Academy of Engineering (NAE). Altres honors de recerca assolits per Della inclouen la medalla Jeppson el 1982 i el premi Copeland de la American Ceramic Society el 1987. Va ser nomenada membre honorífica de l'Institut de Tecnologia del Formigó el 1987 i va ser una de les guardonades amb el primer premi anual Golden Goose, que el Congrés ofereix per honrar la investigació finançada federalment que condueixi a grans avenços en àmbits científics, tecnològics, mediàtics, de salut pública i altres de benefici per al públic.
Della es va retirar de Penn State el 2012, però es va mantenir activa en la investigació a Penn State i a la Arizona State University, a les quals es va incorporar com a professora de recerca. La memòria d'ella i del seu marit com a líders de la ciència perdurarà a través del Premi d'Innovació en Materials Rustum i Della Roy, que es va crear en el seu honor. El premi està dissenyat per honrar la investigació de materials interdisciplinaris a Penn State que produeix resultats innovadors i inesperats. Es concedeixen tres premis anualment: dos premis per a estudiants de postgrau i un premi postdoctoral o de professorat júnior.